# Nam Tae-hee
Nam Tae-hee (남태희) est un footballeur sud-coréen né le 3 juillet 1991 et qui évolue au poste de milieu offensif à Jeju United.

## Biographie
Bon dribbleur, très rapide balle au pied, il fréquente toutes les sélections de jeunes de son pays. Formé au centre de formation du Hyundai Ulsan, il part tenter sa chance en Europe,.
Après une saison avec la réserve de Reading FC, il rejoint en janvier 2009 le Valenciennes FC. Non qualifié, il s'entraîne avec le groupe professionnel et s'adapte peu à peu au football européen. Couvé par son entraîneur Philippe Montanier, il est alors la doublure de Fahid Ben Khalfallah.
En manque de temps de jeu avec le VAFC, il décide de quitter le club à la fin de l'année 2011 pour rejoindre le Qatar et Lekhwiya, club entrainé par Djamel Belmadi un ancien joueur de Valenciennes.

## Statistiques
| Saison                | Club                  | Championnat           | Championnat | Championnat | Coupe(s) nationale(s) | Coupe(s) nationale(s) | Compétition(s) continentale(s) | Compétition(s) continentale(s) | Compétition(s) continentale(s) | Total | Total |
| Saison                | Club                  | Division              | M.          | B.          | M.                    | B.                    | Comp.                          | M.                             | B.                             | M.    | B.    |
| 2009-2010             | Valenciennes FC       | 1                     | 6           | 0           | 1                     | 0                     | -                              | -                              | -                              | 7     | 0     |
| 2010-2011             | Valenciennes FC       | 1                     | 18          | 0           | 3                     | 0                     | -                              | -                              | -                              | 21    | 0     |
| 2011-2012             | Valenciennes FC       | 1                     | 13          | 0           | 0                     | 0                     | -                              | -                              | -                              | 13    | 0     |
| 2011-2012             | Lekhwiya SC           | 1                     | 10          | 5           | 0                     | 0                     | C1                             | 6                              | 1                              | 16    | 6     |
| 2012-2013             | Lekhwiya SC           | 1                     | 19          | 6           | 1                     | 1                     | C1                             | 7                              | 0                              | 27    | 7     |
| 2013-2014             | Lekhwiya SC           | 1                     | 24          | 12          | 2                     | 2                     | C1+C1                          | 2+7                            | 0+2                            | 35    | 16    |
| 2014-2015             | Lekhwiya SC           | 1                     | 25          | 7           | 1                     | 0                     | C1                             | 8                              | 3                              | 34    | 10    |
| 2015-2016             | Lekhwiya SC           | 1                     | 25          | 10          | 3                     | 2                     | C1+C1                          | 2+7                            | 0+2                            | 37    | 14    |
| 2016-2017             | Lekhwiya SC           | 1                     | 25          | 14          | 4                     | 2                     | C1                             | 8                              | 4                              | 37    | 20    |
| 2017-2018             | Al-Duhail SC          | 1                     | 21          | 12          | 2                     | 3                     | C1                             | 7                              | 1                              | 30    | 16    |
| 2018-2019             | Al-Duhail SC          | 1                     | 5           | 5           | 1                     | 0                     | C1+C1                          | 2+0                            | 0+0                            | 8     | 5     |
| Total sur la carrière | Total sur la carrière | Total sur la carrière | 191         | 71          | 18                    | 10                    | -                              | 56                             | 13                             | 265   | 94    |

## Palmarès
- Lekhwiya
  - Championnat du Qatar :
    - Champion en 2012, 2014, 2015, 2017 et 2018

  - Coupe Crown Prince de Qatar :
    - Champion en 2013